# 1903年の政治
1903年の政治（1903ねんのせいじ）では、1903年（明治36年）の政治分野に関する出来事について記述する。

## できごと

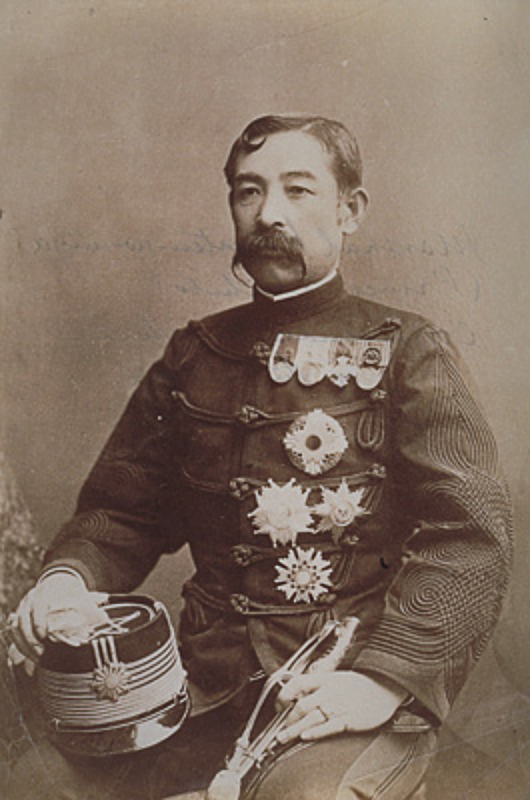
小松宮彰仁親王。ヨーロッパに倣い皇族が軍務に着くことを率先垂範した。また、国際交流や社会事業にも熱心で、各種団体の総裁職に就き皇族の公務の在り方を示した。

### 1月
- 1月1日 - エドワード7世、インド、デリーで戴冠式。
- 1月12日 - 米、人種・信条、性別の差別無し教育を普及させるための教育委員会発足。
- 1月18日 - 小松宮彰仁親王薨去。
- 1月22日 - 米、パナマ間にパナマ運河条約（ヘイ・エランド条約）締結。
- 1月に片山潜、西川光二郎らが社会主義普及を全国で説くため遊説。

### 2月
- 2月14日 - 米、商務省、労働省の設置を決定。
- 2月16日 - 米キューバ協定成立。キューバは米の保護国となる。グアンタナモ基地、バイア・オンダ石炭補給廠を確保。

### 3月
- 3月1日 - 第8回衆議院議員総選挙。立憲政友会175議席、憲政本党85議席を獲得。
- 3月3日 - 米、新移民法施行。
- 3月14日 - セオドア・ルーズベルト米大統領、フロリダ州、セバスチャン川のペリカン島に野鳥保護区を設ける行政命令に署名。世界最初の野鳥保護政策と言われる。
- 3月23日 - ドイツ帝国議会、児童労働法可決。

### 4月
- 4月1日 - 東京、大阪に中央郵便・電信局設置。
- 4月13日 - 小学校令改正。教科書疑獄事件を契機に国定教科書制度が取り入れられる。
- 4月18日 - ロシア、満州撤兵の条件として清国政府に7ヶ条の要求を提示。
- 4月19日 - ロシアのキシナウで大規模なポグロム（ユダヤ人虐殺）発生。

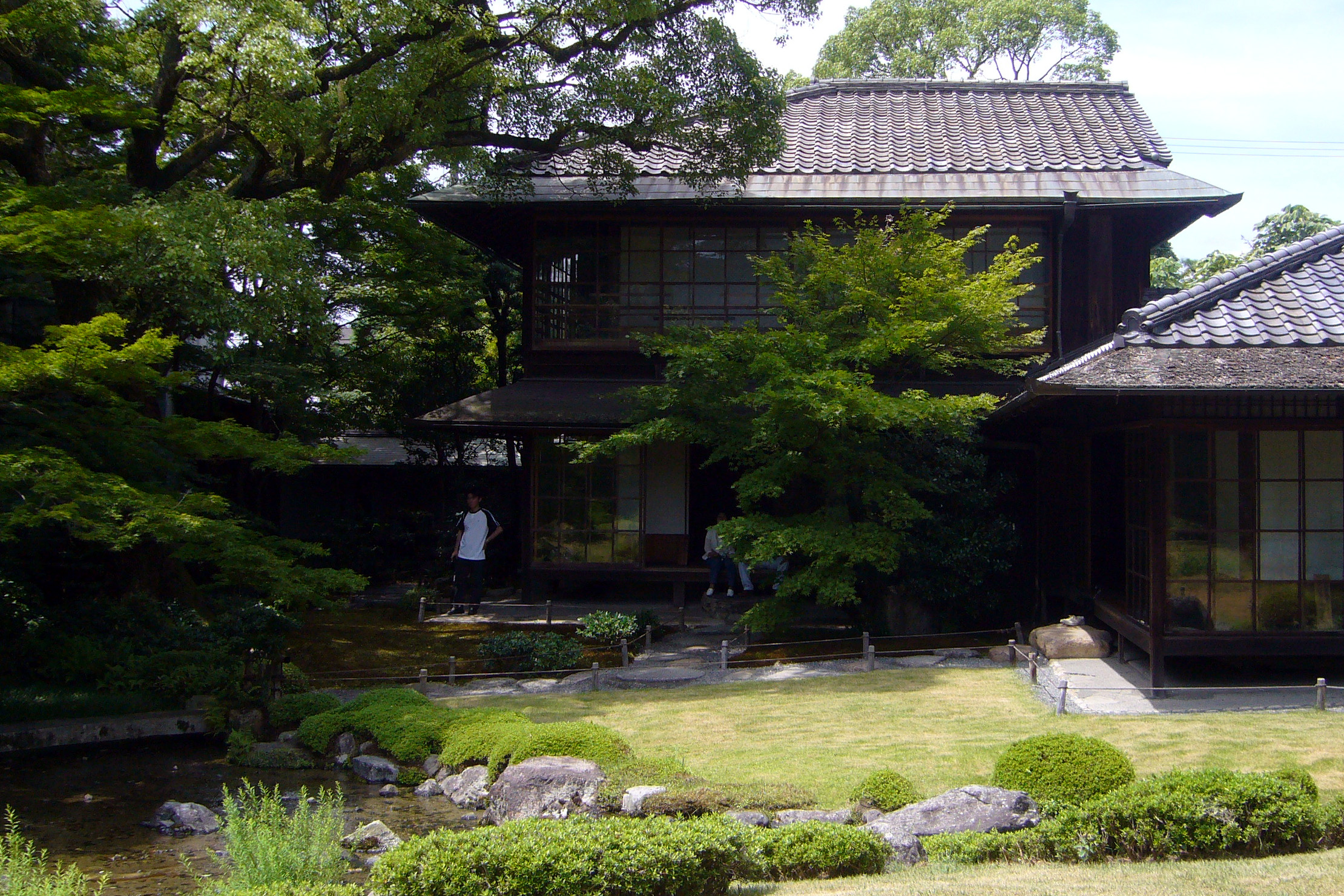
無鄰庵母屋。会議は母屋に隣接する洋室で行われた。

- 4月20日 - 小村寿太郎外相、清国政府にロシアの7ヶ条要求拒否を勧告。
- 4月21日 - 山縣有朋、桂太郎、小村寿太郎、伊藤博文らが京都の山縣の別荘、無鄰庵に集まり会議（無鄰庵会議）。さしあたり、満州、韓国に関してロシアとの交渉路線による解決を方針とする。
- 4月23日 - 英、ボーア戦争と義和団の乱における戦費の総額が2億7,304万6,000ポンドと発表。この金額は次年度1904年度予算の半分に相当する巨額なものであった。
- 4月27日 - 清、ロシアの7ヶ条要求を拒否。
- 4月28日 - アレクセイ・クロパトキン露陸軍大臣が、極東視察に出発。
- 4月30日 - ドイツ、疾病保険法改正。労働者の保証期間が13週間から26週間に延長。

### 5月
- 5月1日 - 英国王エドワード7世、パリを訪問し、市民の大歓迎を受ける。英独間は冷却化する。
- 5月7日 - 英独伊が関税条約に調印し、「関税戦争」に終止符。
- 5月15日 - 英、ペルシア湾支配を宣言。
- 5月17日 - 旅順のロシア軍増強。東洋艦隊は黄海で演習。
- 5月18日 - ジョゼフ・チェンバレン英植民相、保護関税を主張。
- 5月20日
  - 英国議会下院、ベルギー国王レオポルド2世の植民地コンゴ自由国における人権侵害を非難決議。
  - ロシア、清と締結した満州還付条約を破棄。
- 5月21日 - 大審院、盗電は窃盗罪になりうるという判例を出す。
- 5月27日 - ニューヨークでロシアのポグロムに反対する大集会開催。

### 6月
- 6月11日 - セルビアのアレクサンダル1世・オブレノヴィチ国王夫妻らがベオグラードで暗殺される。
- 6月12日 -　ロシアのクロパトキン陸相が訪日。東京を訪問。6月28日離日。
- 6月19日 - 台湾で住民が蜂起し、日本人巡査など11名が殺害される。
- 6月23日 - 御前会議で対露交渉開始と日露協定案が決定される。満州と韓国をそれぞれ日露の勢力圏におくという方針で交渉。
- 6月24日 - 東大七博士が桂太郎首相宛の対露強硬論建白書を発表。

### 7月
- 7月6日 - フランスのエミール・ルベー大統領、テオフィル・デルカッセ外相、訪英。
- 7月13日 - ロシア社会民主労働党第1回党大会（ブリュッセル大会）が開催される。
- 7月30日 - ロシア社会民主労働党が、ウラジーミル・レーニン率いるボリシェヴィキとユーリー・マルトフ率いるメンシェヴィキに分裂する。
- 7月にウクライナ、カフカスの諸都市でゼネラル・ストライキ。帝政ロシアは軍を投入して鎮圧。

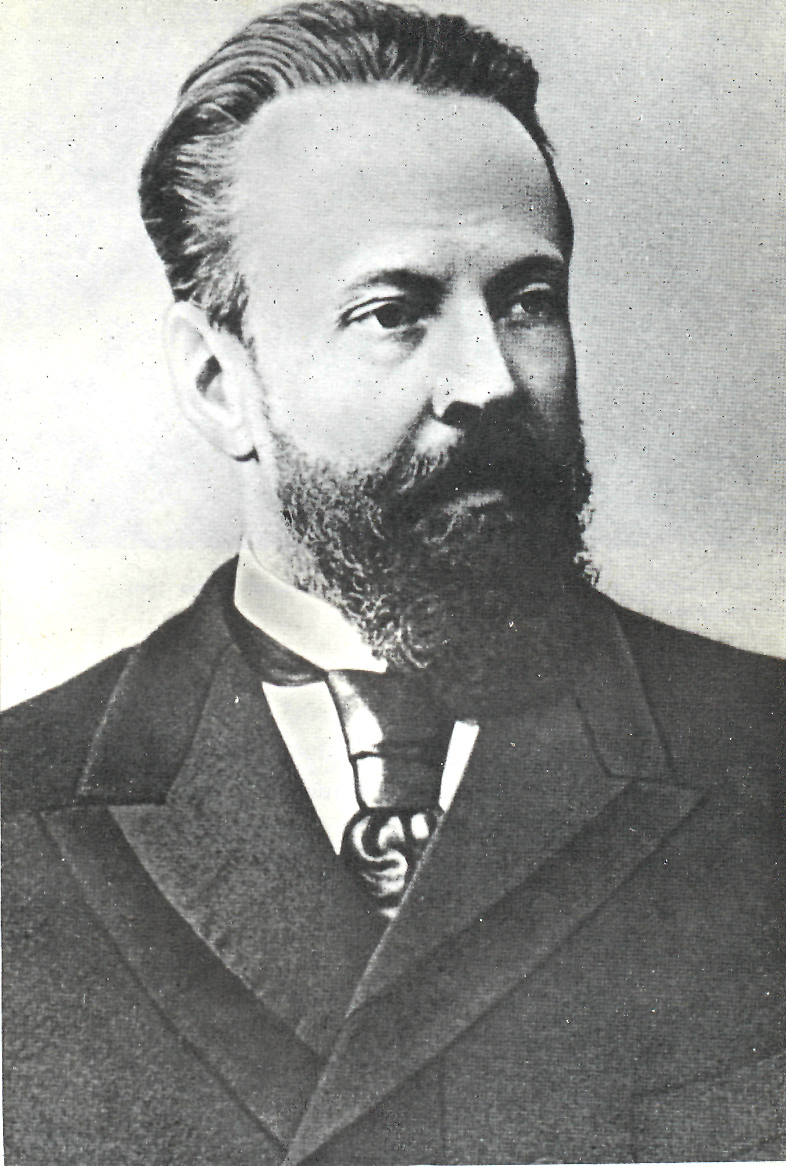
セルゲイ・ウィッテ伯。強硬派のヴャチェスラフ・プレーヴェ内相や侍従武官ベゾブラーゾフとの権力闘争に敗北し蔵相を罷免された。

### 8月
- 8月9日 - 対露強硬派、対露同志会を結成する。
- 8月12日 - ロシア、旅順に極東総督府を設置。極東総督（極東太守）には、アレクセーエフ提督が就任。
- 8月19日 - セオドア・ルーズベルト米大統領、独占に対してシャーマン法、トラスト法の発動を辞さずと言明。
- 8月23日 - スイス・バーゼルで第6回シオニスト会議開催。
- 8月25日 - 英、ボーア戦争の最終報告書で戦費2億2,000万ポンド負担を発表。
- 8月29日 - セルゲイ・ウィッテ露蔵相が失脚。

### 9月
- 9月6日 - ロシア、清国に対する満州撤兵7ヶ条要求を撤回し、黒竜江省、吉林省の撤兵延期を新たに要求する。清国は拒否。
- 9月8日 - イギリス労働組合大会、ジョゼフ・チェンバレン植民相の主張する保護関税案に対して反対を表明する。
- 9月9日 - ウィーンで列国議会同盟総会。軍備撤廃計画のための新しい国際会議創設を提唱する。
- 9月9日 - 千葉県選出の帝国議会衆議院議員東條良平、同大澤庄之助が詐欺罪で有罪となった。
- 9月13日 - 独ドレスデンでドイツ社会民主党大会。ローザ・ルクセンブルクの提案した修正主義反対案を決議する。
- 9月16日 - オーストリア・ハンガリー帝国皇帝フランツ・ヨーゼフ1世、オーストリア、ハンガリー両軍の統合に関する勅令を発布するが、ハンガリー側に反発を買う。
- 9月18日 - ジョゼフ・チェンバレン、植民相を辞任。

### 10月
- 10月2日 - フランツ・ヨーゼフ1世とニコライ2世が会談。バルカン半島に関する問題で一致。
- 10月3日 - 英でパンクハーストが女性社会政治連盟（WSPU）を結成する。
- 10月6日 - 日露交渉再開。
- 10月8日
  - 露軍、奉天を占領。
  - 清国、日本・アメリカと通商協定締結。
- 10月11日 - 旅順の日本人引き上げ。
- 10月12日 - 内村鑑三、堺利彦、万朝報を退社する。
- 10月17日 - 米加アラスカ国境協定締結。国境が確定する。
- 10月19日 - 東郷平八郎海軍中将が常備艦隊司令長官に就任する。
- 10月30日 - ドミニカ共和国で革命。

### 11月
- 11月3日
  - パナマがコロンビアから独立。
  - 伊、ジョバンニ・ジョリッティ内閣成立。社会改革、農地改革に着手する。
- 11月6日
  - 米、パナマ独立を承認。
  - 横須賀、佐世保、舞鶴、呉に海軍工廠設置の法令公布。
- 11月15日 - 堺利彦、幸徳秋水らが平民社を設立。
- 11月17日 - ボリビアとブラジルがペトロポリス条約を締結。両国の国境確定。
- 11月18日 - 米、パナマと条約を結び、パナマ運河の建設・運営・管理・保護の全権を掌握する。
- 11月21日 - 大阪中之島公会堂で東西連合新聞記者主催大演説会。論調は対露強硬論。
- 11月28日 - 岡山県選出衆議院議員安井丈夫が詐欺罪で有罪となる。
- 12月11日 - 第1次桂内閣解散[注釈 1]。

### 12月
- 12月4日 - ロシア東洋艦隊が韓国の仁川に終結。
- 12月9日 - ノルウェー議会、婦人参政権法を満場一致で否決。
- 12月11日 - 米軍、キューバ・グアンタナモ基地に駐留開始。
- 12月26日 - 露、極東全軍に総動員令。満州における占領地とウラジオストクに戒厳を宣告。
- 12月28日
  - 連合艦隊結成。司令長官に東郷平八郎が就任する。
  - 戦費調達のため、特別会計資金の繰り替え使用、一時借り入れ、国庫債券発行などを決定。
- 12月29日 - 日本銀行、政府に軍備拡充費を貸し付け。
- 12月30日
  - 閣議で対露開戦時には、清国の中立、韓国を支配下に置くことを決定。
  - 参謀本部、海軍軍令部首脳会議。陸海軍共同作戦計画を策定。
  - 海軍省がアルゼンチンから二等巡洋艦2隻（「春日」、「日進」）の購入を決定。
- 12月31日 - 露、清国に対して、日露開戦時における友好的中立を要請。